# Vicente Galarza y Zuloaga
Vicente Galarza y Zuloaga (Vizcaya, 22 de mayo de 1837 - Zaldívar, 25 de junio de 1908), primer conde de Galarza. Fue hijo de Vicente Galarza y de Josefa Zuloaga (País Vasco, España). Casó en La Habana el 29 de diciembre de 1870 con Teresa-Domitila Pérez Castañeda Triana, hija del coronel José Pérez Castañeda García (Isla de La Palma, Canarias) y Paula-María Triana Medina (Isla de Cuba). Comerciante y político español.

## Vida profesional
Fue senador del reino por las provincias de Pinar del Río (1879-80; 1881-82; 1884-86), Santa Clara (1887-88; 1891-93), Matanzas (1894-95) y Santiago de Cuba (1896-98). El rey Alfonso XII le concedió en 1880 el Condado de Galarza, con el Vizcondado de Santa Clara, previo. Una real orden de 1885 lo designó consejero de Administración de Cuba. Fue presidente del partido Unión Constitucional en 1890, alcalde segundo de La Habana y regidor de este Ayuntamiento. Fue presidente del Casino Español de La Habana. Escribió En propia defensa (1898)  donde se defendía de las acusaciones del general Camilo García de Polavieja en su libro Mi política en Cuba (1898).
Obtuvo, entre otras condecoraciones, la gran cruz de la Orden del Mérito Militar, y fue además caballero de honor y devoción de la Orden de Malta.

## Familia y descendencia
De su matrimonio con Teresa tuvo cinco hijos, dos de los cuales, Julio y Vicente, destacaron respectivamente en las carreras diplomática y académica: Julio Galarza y Pérez Castañeda (1871-1936), II conde de Galarza, fue ministro plenipotenciario en Perú en 1917; Vicente Galarza y Pérez Castañeda (1881-1938), II Vizconde de Santa Clara, fue arqueólogo en Giza (Egipto) y profesor de filosofía en las universidades de El Cairo (Egipto) y de Calcuta (India).